# ルナサ
ルナサ（Lúnasa）は、アイルランドの伝統音楽グループで、古代の収穫祭であるルグナサド（Lughnasadh）にちなんで名付けられた。国際的にツアーやパフォーマンスを行っており、伝統的、現代的問わずアイルランドのインストゥルメンタル音楽アルバムを多数リリースしている。

## 略歴
1997年、ショーン・スミス、ジョン・マクシェリー、スティーヴ・クーニーがスミスのソロ・アルバム『The Blue Fiddle』のツアーのために結成。さらにマクシェリーの友人であるマイク・マクゴールドリックを呼び、4人組としてツアーを行った。バンドが軌道に乗ると、クーニーが脱退。
その間、スミスはリズミカルなデュオ、ドナ・ヘネシー&トレヴァー・ハッチンソンとともにスカンジナビアをツアーしており、彼らをバンドへと誘った。バンドはルナサと名乗るようになり、ライブツアーを開始。ファーストアルバム『ルナサ (葉月)』は、1998年のツアー中にレコーディングされ、批評家から絶賛された。
マクゴールドリックとマクシェリーは他のプロジェクトで多忙となり、バンドを脱退。その後、ケヴィン・クロフォードがバンドに加わり、マクシェリーの代わりにさまざまなパイプ奏者が参加。マクシェリーとマクゴールドリックは、セカンドアルバム『アザーワールド』のレコーディングに再び招聘された。このアルバムの後、パイプ奏者のキリアン・ヴァレリーがバンドに加入した。
1999年、グリーン・リネット・レコードと3年契約を結び、同年10月に2枚目のアルバム『アザーワールド』をリリース。2000年12月、彼らはアルバム『A Thistle and Shamrock Christmas Ceilidh』に楽曲提供した。2002年、彼らの高評価を得たアルバム『メリー・シスターズ・オブ・フェイト』がリリースされ、その後の2003年に『レッドウッド』がリリースされたが、このアルバムはレーベルとの確執によりリリースが遅れた。最終的にバンドは契約を解除した。
2004年、コンパス・レコードと契約し、オファリー県にあるキニッティ城において観客の前で『ザ・キニッティ・セッションズ』をレコーディング。同年、ドナ・ヘネシーがグループを脱退し、ティム・エディとポール・ミーハンがそれぞれアルバム『6～シェイ～』の半分のトラックを演奏した。ティム・エディはすぐに脱退し、ポール・ミーハンがギタリストとなった。
2008年、初期11年間の代表曲を収録したコンピレーション・アルバム『The Story So Far...』をリリース。
2010年4月にリリースされたアルバム『ラ・ヌーア～ニュー・デイ』は、プライベートレーベルであるルナサ・レコードからの最初のリリースとなった。同月、ナタリー・マーチャントのアルバム『Leave Your Sleep』にも参加。ミーハンが2011年後半にグループを脱退し、エド・ボイドが後任となった。
2018年にバンドはアルバム『CAS』をリリース。
アメリカ、ヨーロッパ、アジアで、ツアーやパフォーマンスを行っている。

## メンバー

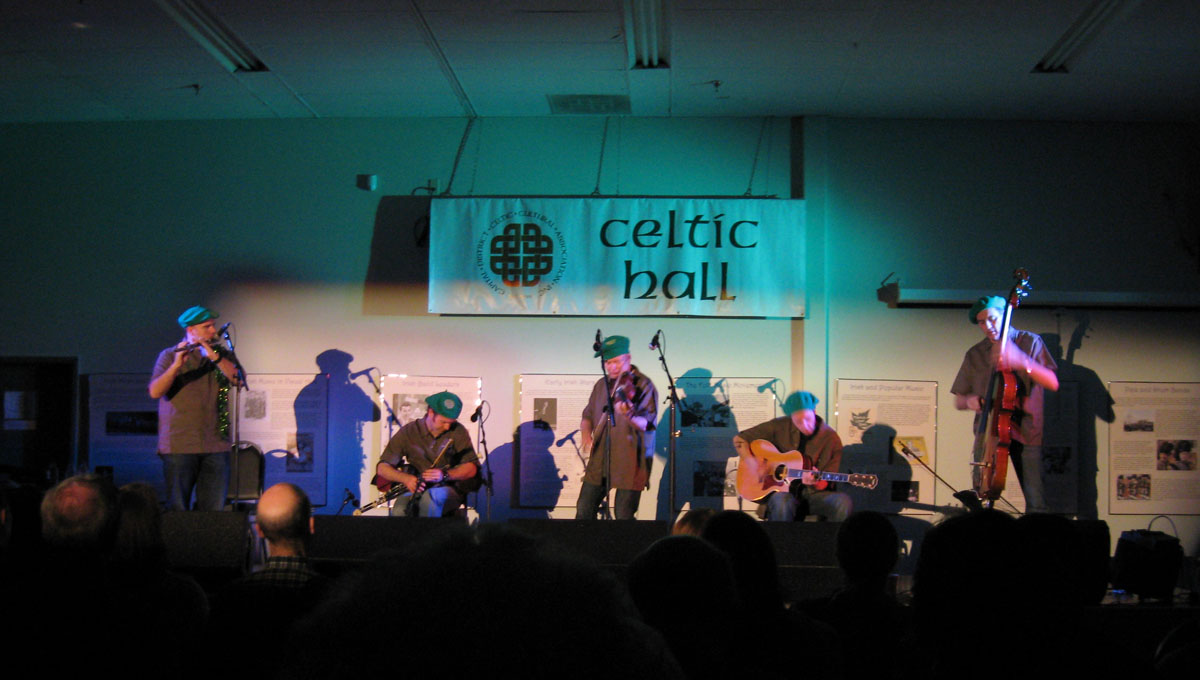
ニューヨーク州イーストグリーンブッシュのセルティック・ホールで演奏するルナサ

### 現在のメンバー
- ショーン・スミス (Seán Smyth) – フィドル、ホイッスル
- ケヴィン・クロフォード (Kevin Crawford) – フルート、ホイッスル
- トレヴァー・ハッチンソン (Trevor Hutchinson) – ダブルベース
- キリアン・ヴァレリー (Cillian Vallely) – イリアン・パイプス、ホイッスル
- エド・ボイド (Ed Boyd) – ギター
- コリン・ファレル (Colin Farrell) – フィドル、ホイッスル[11]
- パトリック・ドーシー (Patrick Doocey) – ギター

### 旧メンバー
- ティム・エディ (Tim Edey) – ギター
- ドナ・ヘネシー (Donogh Hennessy) – ギター
- マイケル・マックゴールドリック (Michael McGoldrick) – イリアン・パイプス、フルート、ホイッスル[12]
- ジョン・マクシェリー (John McSherry) – イリアン・パイプス[12]
- ポール・ミーハン (Paul Meehan) – ギター、ブズーキ、マンドリン

## ディスコグラフィ

### スタジオ・アルバム
- 『ルナサ (葉月)』 - Lúnasa (1998年)
- 『アザーワールド』 - Otherworld (1999年)
- 『メリー・シスターズ・オブ・フェイト』 - The Merry Sisters of Fate (2001年)
- 『レッドウッド』 - Redwood (2003年)
- 『ザ・キニッティ・セッションズ』 - The Kinnitty Sessions (2004年)
- 『6～シェイ～』 - Sé (2006年)
- 『ラ・ヌーア～ニュー・デイ』 - Lá Nua (2010年)
- 『CAS』 - CAS (2018年)

### ライブ・アルバム
- 『ウイズ・RTE・オーケストラ』 - Lúnasa with the RTÉ Concert Orchestra (2013年)
- Live in Kyoto (2024年)

### コンピレーション・アルバム
- The Rough Guide to Irish Music (1996年)
- The Story So Far...  (2008年)
- The Leitrim Equation featuring Lúnasa (2009年) ※ルナサとその他のアイリッシュ・ミュージシャンをフィーチャーしている